# Atletica leggera ai Giochi della XXIX Olimpiade - 3000 metri siepi femminili

Video della Finale

Ai Giochi della XXIX Olimpiade, tenutisi a Pechino nel 2008, la competizione dei 3000 metri siepi femminili si è svolta il 15 e il 17 agosto presso lo Stadio nazionale di Pechino.

## Presenze ed assenze delle campionesse in carica
| Competizione         | Atleta                      | Prestazione                 | Pechino 2008                |                             |
| -------------------- | --------------------------- | --------------------------- | --------------------------- | --------------------------- |
| Olimpiadi 2004       | Prima apparizione ai Giochi | Prima apparizione ai Giochi | Prima apparizione ai Giochi | Prima apparizione ai Giochi |
| Commonwealth 2006    | Dorcus Inzikuru             | 9'19”51                     | Assente                     |                             |
| Europei 2006         | Alesia Turava               | 9'26”05                     | Assente                     |                             |
| Coppa del mondo 2006 | Alesja Turava               | 9'29”10                     | Assente                     |                             |
| Africani 2007        | Ruth Bosibori               | 9'31”99                     | Presente                    |                             |
| Mondiali 2007        | Ekaterina Volkova           | 9'06”57                     | Presente                    |                             |
|                      |                             |                             |                             |                             |
| Mondiali junior 2004 | Gladys Kipkemoi             | 9'47”26                     | Non qual.                   |                             |

## Gara
Le tre batterie sono vinte dalle tre atlete russe. È un buon biglietto da visita per la finale. Il miglior tempo è della primatista mondiale Gul'nara Samitova (Russia) con 9'15"17, di gran lunga il miglior tempo mai corso in una batteria. Nel primo turno vengono migliorati ben sei record nazionali. Nella prima batteria, la britannica Helen Clitheroe può vantare il non invidiabile primato della miglior prestazione ottenuta da un'atleta non qualificata: 9'29"14 (record nazionale).
In finale la Samitova non vuole avere sorprese e si mette subito in testa al gruppo. Conduce la gara a ritmi altissimi: il primo km è coperto in 2'58"63. Il gruppo si sgrana subito, assumendo la forma di una lunga fila indiana. Per la prima metà della gara solo due atlete tengono il passo della russa: Eunice Jepkorir (Ken) e Tat'jana Petrova (Rus), ma nell'ultimo km la capolista accumula un vantaggio di almeno 20 metri sulle due inseguitrici. La Samitova conclude la sua cavalcata finale con un supertempo. Diventa la prima donna a correre le siepi in meno di 9 minuti.
Dietro di lei si svolge la battaglia per le altre due medaglie. La Jepkorir e la Petrova sono pressate da Marta Dominquez (Esp). La spagnola cerca di superarle all'ultimo ostacolo, però inciampa malamente nella barriera, cade ed è costretta al ritiro. Nella volatona finale, Ekaterina Volkova riprende la Petrova e la supera, conquistando il bronzo dietro la Jepkorir. La keniota stabilisce il nuovo record africano.
È stata la gara più veloce della storia: ben dieci atlete hanno corso in meno di 9'26".

Sono stati stabiliti i record assoluti per tutte le posizioni dalla prima alla tredicesima.

## Batterie
Venerdi 15 agosto.

Si qualificano per la finale le prime 4 classificate di ogni batteria. Vengono ripescati i 3 migliori tempi delle escluse.

### 1ª Batteria
Ore 20:25.

| Pos | Atleta                    | Paese         | Tempo   | Note  |
| --- | ------------------------- | ------------- | ------- | ----- |
| 1   | Gul'nara Samitova-Galkina | Russia        | 9'15"17 | Q     |
| 2   | Ruth Bosibori Nyangau     | Kenya         | 9'19"75 | Q     |
| 3   | Wioletta Frankiewicz      | Polonia       | 9'21"88 | Q     |
| 4   | Cristina Casandra         | Romania       | 9'22"38 | Q, RN |
| 5   | Habiba Ghribi             | Tunisia       | 9'25"50 | q, RN |
| 6   | Helen Clitheroe           | Gran Bretagna | 9'29"14 | RN    |
| 7   | Yanmei Zhu                | Cina          | 9'29"63 | RP    |
| 8   | Lindsey Anderson          | Stati Uniti   | 9'36"81 |       |
| 9   | Mekdes Bekele             | Etiopia       | 9'41"43 |       |
| 10  | Fionnuala Britton         | Irlanda       | 9'43"57 |       |
| 11  | Valentyna Hoprynyč        | Ucraina       | 9'43"95 |       |
| 12  | Rosa Morató               | Spagna        | 9'45"33 |       |
| 13  | Victoria Mitchell         | Australia     | 9'47"88 |       |
| 14  | Türkan Erismis            | Turchia       | 9'48"54 |       |
| 15  | Clarisse Cruz             | Portogallo    | 9'49"45 |       |
| 16  | Minori Hayakari           | Giappone      | 9'49"70 |       |
| 17  | Widad Mendil              | Algeria       | 9'52"35 |       |

### 2ª Batteria
Ore 20:37.

| Pos | Atleta                   | Paese       | Tempo    | Note |
| --- | ------------------------ | ----------- | -------- | ---- |
| 1   | Tat'jana Petrova         | Russia      | 9'28"85  | Q    |
| 2   | Roisin Mcgettigan        | Irlanda     | 9'28"92  | Q    |
| 3   | Jennifer Barringer       | Stati Uniti | 9'29"20  | Q    |
| 4   | Zulema Fuentes-pila      | Spagna      | 9'29"40  | Q    |
| 5   | Jéssica Augusto          | Portogallo  | 9'30"23  |      |
| 6   | Ancuţa Bobocel           | Romania     | 9'35"31  |      |
| 7   | Sophie Duarte            | Francia     | 9'38"08  |      |
| 8   | Sofia Assefa             | Etiopia     | 9'47"02  |      |
| 9   | Muna Durka               | Sudan       | 9'53"09  |      |
| 10  | Veerle Dejaeghere        | Belgio      | 9'54"65  |      |
| 11  | Hanane Ouhaddou          | Marocco     | 9'56"41  |      |
| 12  | Veronica Nyaruai Wanjiru | Kenya       | 10'01"69 |      |
| 13  | Oxana Juravel            | Moldavia    | 10'04"38 |      |
| 14  | Asli Çakır               | Turchia     | 10'05"76 |      |
| 15  | Irini Kokkinariou        | Grecia      | 10'22"39 |      |
| 16  | Yanni Zhao               | Cina        | 10'36"77 |      |
|     | Mardrea Hyman            | Giamaica    | Rit.     |      |

### 3ª Batteria
Ore 20:49.

| Pos | Atleta              | Paese         | Tempo    | Note  |
| --- | ------------------- | ------------- | -------- | ----- |
| 1   | Eunice Jepkorir     | Kenya         | 9'21"31  | Q     |
| 2   | Marta Domínguez     | Spagna        | 9'22"11  | Q     |
| 3   | Ekaterina Volkova   | Russia        | 9'23"06  | Q     |
| 4   | Zemzem Ahmed        | Etiopia       | 9'25"63  | Q, RP |
| 5   | Elena Romagnolo     | Italia        | 9'27"48  | q, RN |
| 6   | Anna Willard        | Stati Uniti   | 9'28"52  | q     |
| 7   | Antje Möldner       | Germania      | 9'29"86  | RN    |
| 8   | Rasa Troup          | Lituania      | 9'30"21  | RN    |
| 9   | Donna Macfarlane    | Australia     | 9'32"05  |       |
| 10  | Sara Moreira        | Portogallo    | 9'34"39  |       |
| 11  | Katarzyna Kowalska  | Polonia       | 9'47"02  |       |
| 12  | Barbara Parker      | Gran Bretagna | 9'51"93  |       |
| 13  | Zhenzhu Li          | Cina          | 10'04"05 |       |
| 14  | Inna Poluskina      | Lettonia      | 10'18"60 |       |
|     | Zenaide Vieira      | Brasile       | Rit.     |       |
|     | Korine Hinds        | Giamaica      | Rit.     |       |
|     | Dobrinka Šalamanova | Bulgaria      | Rit.     |       |

### Graduatoria Batterie
| Pos | Batteria | Atleta                    | Paese         | Tempo    | Note  |
| --- | -------- | ------------------------- | ------------- | -------- | ----- |
| 1   | 1        | Gul'nara Samitova-Galkina | Russia        | 9'15"17  | Q     |
| 2   | 1        | Ruth Bosibori Nyangau     | Kenya         | 9'19"75  | Q     |
| 3   | 3        | Eunice Jepkorir           | Kenya         | 9'21"31  | Q     |
| 4   | 1        | Wioletta Frankiewicz      | Polonia       | 9'21"88  | Q     |
| 5   | 3        | Marta Domínguez           | Spagna        | 9'22"11  | Q     |
| 6   | 1        | Cristina Casandra         | Romania       | 9'22"38  | Q, RN |
| 7   | 3        | Ekaterina Volkova         | Russia        | 9'23"06  | Q     |
| 8   | 1        | Habiba Ghribi             | Tunisia       | 9'25"50  | q, RN |
| 9   | 3        | Zemzem Ahmed              | Etiopia       | 9'25"63  | Q, RP |
| 10  | 3        | Elena Romagnolo           | Italia        | 9'27"48  | q, RN |
| 11  | 3        | Anna Willard              | Stati Uniti   | 9'28"52  | q     |
| 12  | 2        | Tat'jana Petrova          | Russia        | 9'28"85  | Q     |
| 13  | 2        | Roisin Mcgettigan         | Irlanda       | 9'28"92  | Q     |
| 14  | 1        | Helen Clitheroe           | Gran Bretagna | 9'29"14  | RN    |
| 15  | 2        | Jennifer Barringer        | Stati Uniti   | 9'29"20  | Q     |
| 16  | 2        | Zulema Fuentes-pila       | Spagna        | 9'29"40  | Q, RP |
| 17  | 1        | Yanmei Zhu                | Cina          | 9'29"63  | RP    |
| 18  | 3        | Antje Möldner             | Germania      | 9'29"86  | RN    |
| 19  | 3        | Rasa Troup                | Lituania      | 9'30"21  | RN    |
| 20  | 2        | Jéssica Augusto           | Portogallo    | 9'30"23  |       |
| 21  | 3        | Donna Macfarlane          | Australia     | 9'32"05  |       |
| 22  | 3        | Sara Moreira              | Portogallo    | 9'34"39  |       |
| 23  | 2        | Ancuţa Bobocel            | Romania       | 9'35"31  |       |
| 24  | 1        | Lindsey Anderson          | Stati Uniti   | 9'36"81  |       |
| 25  | 2        | Sophie Duarte             | Francia       | 9'38"08  |       |
| 26  | 1        | Mekdes Bekele             | Etiopia       | 9'41"43  |       |
| 27  | 1        | Fionnuala Britton         | Irlanda       | 9'43"57  |       |
| 28  | 1        | Valentyna Hoprynyč        | Ucraina       | 9'43"95  |       |
| 29  | 1        | Rosa Morató               | Spagna        | 9'45"33  |       |
| 30  | 2        | Sofia Assefa              | Etiopia       | 9'47"02  |       |
| 31  | 3        | Katarzyna Kowalska        | Polonia       | 9'47"02  |       |
| 32  | 1        | Victoria Mitchell         | Australia     | 9'47"88  |       |
| 33  | 1        | Türkan Erismis            | Turchia       | 9'48"54  |       |
| 34  | 1        | Clarisse Cruz             | Portogallo    | 9'49"45  |       |
| 35  | 1        | Minori Hayakari           | Giappone      | 9'49"70  |       |
| 36  | 3        | Barbara Parker            | Gran Bretagna | 9'51"93  |       |
| 37  | 1        | Widad Mendil              | Algeria       | 9'52"35  |       |
| 38  | 2        | Muna Durka                | Sudan         | 9'53"09  |       |
| 39  | 2        | Veerle Dejaeghere         | Belgio        | 9'54"65  |       |
| 40  | 2        | Hanane Ouhaddou           | Marocco       | 9'56"41  |       |
| 41  | 2        | Veronica Nyaruai Wanjiru  | Kenya         | 10'01"69 |       |
| 42  | 3        | Zhenzhu Li                | Cina          | 10'04"05 |       |
| 43  | 2        | Oxana Juravel             | Moldavia      | 10'04"38 |       |
| 44  | 2        | Asli Çakır                | Turchia       | 10'05"76 |       |
| 45  | 3        | Inna Poluskina            | Lettonia      | 10'18"60 |       |
| 46  | 2        | Irini Kokkinariou         | Grecia        | 10'22"39 |       |
| 47  | 2        | Yanni Zhao                | Cina          | 10'36"77 |       |
|     | 2        | Mardrea Hyman             | Giamaica      | Rit.     |       |
|     | 3        | Dobrinka Šalamanova       | Bulgaria      | Rit.     |       |
|     | 3        | Zenaide Vieira            | Brasile       | Rit.     |       |
|     | 3        | Korine Hinds              | Giamaica      | Rit.     |       |

Legenda:
- Q = Qualificata per la finale;
- q = Ripescata per la finale;
- RN = Record nazionale;
- RP = Record personale;
- NP = Non partita;
- Rit. = Ritirata.

## Finale
Domenica 17 agosto, ore 21:30, Stadio nazionale di Pechino.
| Posizione | Atleta                    | Nazionalità | Tempo   | Note            |
| --------- | ------------------------- | ----------- | ------- | --------------- |
|           | Gul'nara Samitova-Galkina | Russia      | 8'58"81 | Record mondiale |
|           | Eunice Jepkorir           | Kenya       | 9'07"41 |                 |
|           | Tat'jana Petrova          | Russia      | 9'12"33 |                 |
| 4         | Cristina Casandra         | Romania     | 9'16"85 |                 |
| 5         | Ruth Bosibori Nyangau     | Kenya       | 9'17"35 |                 |
| 6         | Zemzem Ahmed              | Etiopia     | 9'17"85 |                 |
| 7         | Wioletta Frankiewicz      | Polonia     | 9'21"76 |                 |
| 8         | Jennifer Barringer        | Stati Uniti | 9'22"26 |                 |
| 9         | Anna Willard              | Stati Uniti | 9'25"63 |                 |
| 10        | Elena Romagnolo           | Italia      | 9'30"04 |                 |
| 11        | Zulema Fuentes-Pila       | Spagna      | 9'35"16 |                 |
| 12        | Habiba Ghribi             | Tunisia     | 9'36"43 |                 |
| 13        | Roisin McGettigan         | Irlanda     | 9'55"89 |                 |
| -         | Marta Domínguez           | Spagna      | Rit.    |                 |
| Squal.    | Ekaterina Volkova         | Russia      | 9'07"64 |                 |

Legenda:
- RM = record del mondo
- RMJ = record del mondo juniores
- RO = record olimpico
- Rit. = Ritirata
- NP = Non Partita